# Странный человек (пьеса)
«Романтический человек» — романтическая драма Михаила Лермонтова, написанная в 1831 году. Впервые полностью опубликована после его смерти, в 1880 году.

## Сюжет
Главный герой пьесы, Владимир Арбенин, — идеалист, столкнувшийся со злобой высшего общества. Возлюбленная ему изменяет, друг предаёт, отец с ним жесток. Литературоведы видят в сюжете проявление ряда автобиографических мотивов.

## История текста и восприятие
Несколько фрагментов пьесы и пересказ её содержания были опубликованы в 1857 году. В 1860 году «Романтический человек» был опубликован целиком, но с цензурными купюрами, а в 1880 году, в сборнике «Юношеские драмы М. Ю. Лермонтова», был впервые издан полный текст.
В пьесе заметно влияние Фридриха Шиллера. В этом отношении, как и, например, в изображении крепостнических порядков, «Романтический человек» близок к другой ранней драме Лермонтова — Menschen und Leidenschaften.